# 2002年澳大利亚网球公开赛
2002年澳大利亚网球公开赛。

## 冠军
单打列出冠亚军以及决赛比分，双打列出冠军组合。

### 男子单打
主条目：2002年澳洲網球公開賽男子單打比賽
托马斯·约翰松（瑞典）3-6 6-4 7-64 马拉特·萨芬（俄罗斯）

### 女子单打
主条目：2002年澳洲網球公開賽女子單打比賽
珍妮弗·卡普里亚蒂（美国）4-6 7-67 6-2 玛蒂娜·辛吉斯（瑞士）

### 男子双打
主条目：2002年澳洲網球公開賽男子雙打比賽
马克·诺尔斯（巴哈马）/丹尼尔·内斯特（加拿大）

### 女子双打
主条目：2002年澳洲網球公開賽女子雙打比賽
玛蒂娜·辛吉斯（瑞士）/安娜·庫妮可娃（俄罗斯）

### 混合双打
主条目：2002年澳洲網球公開賽混合雙打比賽
達妮埃拉·漢圖霍娃（斯洛伐克）/凱文·烏利耶特（津巴布韦）
| 前任： 2001年澳大利亚网球公开赛 | 澳大利亚网球公开赛 2002年 | 繼任： 2003年澳大利亚网球公开赛 |
| 前任： 2001年美国网球公开赛     | 网球大满贯 2002年         | 繼任： 2002年法国网球公开赛     |